# El Dominado
El Dominado är en ort i Mexiko.   Den ligger i kommunen Aguascalientes och delstaten Aguascalientes, i den centrala delen av landet, 400 km nordväst om huvudstaden Mexico City. El Dominado ligger 1 973 meter över havet och antalet invånare är 111.
Terrängen runt El Dominado är en högslätt, och sluttar västerut. Runt El Dominado är det tätbefolkat, med 383 invånare per kvadratkilometer. Närmaste större samhälle är Aguascalientes, 8,3 km nordväst om El Dominado. Trakten runt El Dominado består till största delen av jordbruksmark.